# John Broadhurst

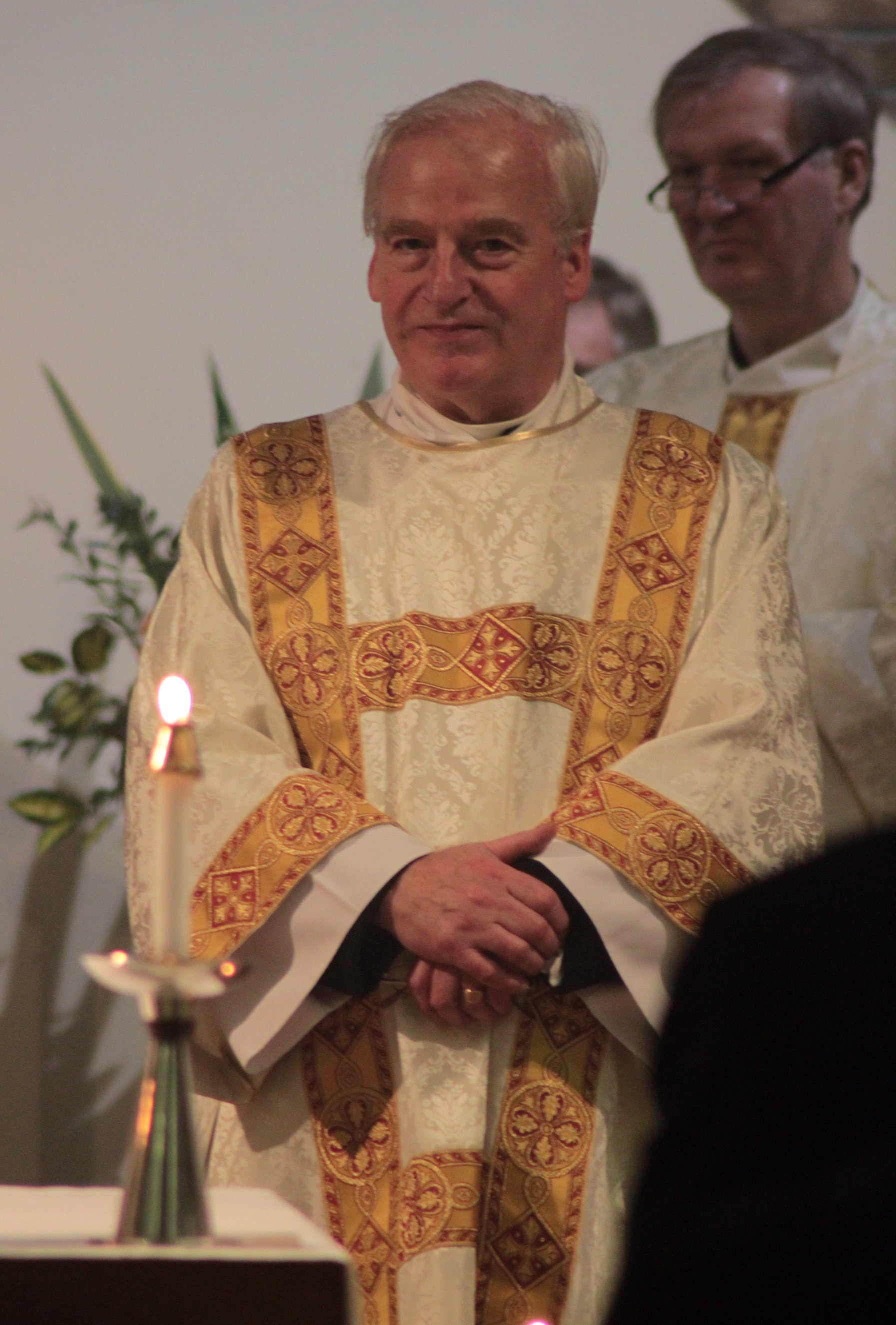
John Broadhurst (Januar 2011)

Wappenzier eines Ehrenprälaten Seiner Heiligkeit

John Charles Broadhurst (* 20. Juli 1942 in Hendon, Middlesex, Vereinigtes Königreich) ist ein ehemaliger Bischof der Church of England und seit 2011 Priester der römisch-katholischen Kirche. Er war Bischof von Fulham in der Diözese London von 1996 bis 2010.

## Leben
Als Kind wurde John Broadhurst katholisch getauft. Er ging in die Owens School in Islington zur Schule. Seine theologische Ausbildung erhielt er als anglikanischer Seminarist am King’s College London und am St.-Bonifatius-College in der Gemeinde Warminster. 1966 wurde er Diakon, ein Jahr später wurde er zum Priester geweiht.
Seinen Dienst begann Broadhurst von 1966 bis 1970 in der Pfarrei St. Michael-at-Bowes. 1970 bis 1975 war er Vikar in St. Augustine’s Wembley Park, dann Dekan bis 1966 in der Londoner Pfarrei Wood Green. Im Jahr 1972 wurde er als bisher jüngstes Mitglied in die Generalsynode der Kirche von England gewählt, eine Position, die er bis 1996 innehatte. Am 24. September 1996 wurde er als sogenannter „fliegender Bischof“ zum Bischof von Fulham geweiht. Er übernahm dort die Seelsorge derjenigen Pfarreien, die der Ordination von Frauen widersprochen hatten.

### Konversion zur katholischen Kirche
John Broadhurst konvertierte am 1. Januar 2011, gemeinsam mit Andrew Burnham und Keith Newton und ihren Ehefrauen, von der Anglikanischen Kirche zur römisch-katholischen Kirche. Am 13. Januar 2011 empfing er die Diakonenweihe durch Alan Stephen Hopes, Weihbischof in Westminster. Am 15. Januar 2011 wurde er in der Westminster Cathedral durch den Primas von England und Wales und Erzbischof von Westminster Vincent Gerard Nichols zum katholischen Priester geweiht für das durch Papst Benedikt XVI. gegründete Personalordinariat Unserer Lieben Frau von Walsingham. Am 17. März 2011 wurde er von Papst Benedikt XVI. zum Ehrenprälaten Seiner Heiligkeit ernannt.
Im Jahr 1965 heiratete Broadhurst seine Jugendliebe, Judith. Er und seine Frau haben vier Kinder: Jane, Markus, Sarah und Benedikt. Er hat großes Interesse an Familie, Gartenarbeit und Reisen. Er war einmal ein begeisterter Imker und Fischer.